# Francesco Prosperi
Francesco Prosperi, detto anche Franco (Roma, 2 settembre 1926 – Roma, 17 ottobre 2004), è stato un regista e sceneggiatore italiano, attivo tra la metà degli anni sessanta e l'inizio degli anni ottanta.

## Biografia
Esordì nel cinema come aiuto regista di Mario Bava scrivendo con questi anche alcune sceneggiature. Dopo alcuni anni, nel 1966, esordì come regista con lo pseudonimo Frank Shannon dirigendo il thriller Tecnica di un omicidio, con Franco Nero, cui fecero seguito numerose pellicole in genere film polizieschi oltre a qualche commedia.

## Filmografia

### Regista
- Tecnica di un omicidio (1966)
- Dick Smart 2.007 (1967)
- Qualcuno ha tradito (1967)
- Io non scappo... fuggo (1970)
- Il debito coniugale (1970)
- Un uomo dalla pelle dura (1972)
- L'altra faccia del padrino (1973)
- Amore mio, uccidimi! (1973)
- Una matta, matta, matta corsa in Russia, co-regia di Eldar Ryazanov (1974)
- Pronto ad uccidere (1976)
- La settima donna (1978)
- Il commissario Verrazzano (1978)
- La dea cannibale, co-regia di Jesús Franco (1980)
- Vigili e vigilesse (1982)
- Gunan il guerriero (1982)
- Il trono di fuoco (1983)

### Sceneggiatore
- La schiava di Roma (1961)
- Le meraviglie di Aladino (1961)
- Ercole al centro della Terra, regia di Mario Bava (1961)
- La ragazza che sapeva troppo, regia di Mario Bava (1963)
- Cover girls - Ragazze di tutti (1964)
- La strada per Fort Alamo, regia di Mario Bava (1964)
- Idoli controluce, regia di Enzo Battaglia (1965)
- Tecnica di un omicidio (1966)
- Gringo, getta il fucile! (1966)
- Qualcuno ha tradito (1967)
- L'altra faccia del padrino (1973)
- Amore mio, uccidimi! (1973)
- Schiave bianche - Violenza in Amazzonia, regia di Mario Gariazzo (1985)
- Bianco Apache (1987)
- Natura contro (1988)